# Evangeliar von Sankt Emmeram

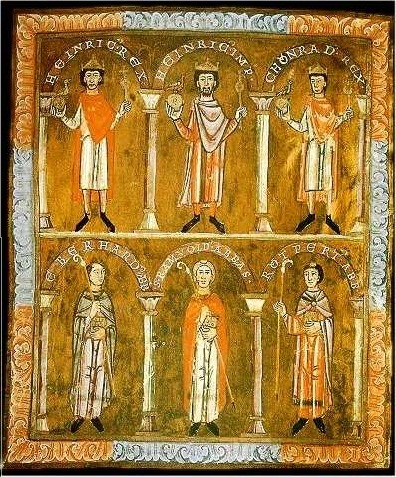
Seite aus dem Evangeliar von Sankt Emmeram

Das Evangeliar von Sankt Emmeram (polnisch Ewangeliarz emmeramski) ist ein Evangeliar aus der zweiten Hälfte des 11. Jahrhunderts. Es entstand im Kloster Sankt Emmeram bei Regensburg. Der Codex befindet sich heute in der Bibliothek des Domkapitels in Krakau.

## Beschreibung
Das Buch besteht aus Pergamentblättern, ist reichlich koloriert und mit goldenen Großbuchstaben geschrieben. Es enthält die Texte der Evangelien und Miniaturen.

## Geschichte
Das Evangeliar von Sankt Emmeram wurde im Kloster Sankt Emmeram zwischen 1070 und 1111 geschaffen. Es kam wahrscheinlich mit der Kaisertochter Judith von Ungarn 1088 oder mit Agnes von Babenberg 1111 nach Polen. Judith oder Agnes stifteten das Evangeliar dem Krakauer Domkapitel.